# Percnia albinigrata
Percnia albinigrata là một loài bướm đêm trong họ Geometridae.